# رشید سلیمانی
رشید سلیمانی (انگلیسی: Rachid Soulaimani؛ زادهٔ ۲۱ نوامبر ۱۹۸۲) بازیکن فوتبال اهل مراکش است.
از باشگاه‌هایی که در آن بازی کرده‌است می‌توان به باشگاه فوتبال الرجا اشاره کرد.
وی همچنین در تیم ملی فوتبال مراکش بازی کرده‌است.